# Косенко Іван Семенович
Косе́нко Іва́н Семе́нович (нар. 3 грудня 1940 — пом. 10 квітня 2022) — директор Національного дендрологічного парку «Софіївка» НАН України, член-кореспондент Національної академії наук України, доктор біологічних наук, заслужений працівник культури України, професор Уманського державного педагогічного університету ім. Павла Тичини, лауреат Державної премії України в галузі архітектури (2005).

## Життєпис
Іван Косенко народився 3 грудня 1940 року в селі Хрестителеве Чорнобаївського району Черкаської області.
Закінчивши школу, деякий час працював муляром колгоспу «Правда» у селі Франківка на Чорнобаївщині, потім монтажником у трестах «Азовстальбуд» та «Донбасстальконструкція» міста Маріуполя Донецької області (тоді Жданов). Після служби в армії працював водієм автобази та автокранівником Черкаського управління приймання вторинної сировини чорних металів в Умані.
З 1964 до 1970 року заочно навчався в Уманському сільськогосподарському інституті ім. О. М. Горького та в 1971 році в Українській ордена Трудового прапора сільськогосподарській академії (м. Київ) на педагогічному факультеті, де отримав кваліфікацію вченого агронома. У 1977 році закінчив педагогічний факультет Української ордена Трудового Червоного Прапора сільськогосподарської академії.
З 1968 по 1980 рік працював викладачем агрономічних дисциплін Уманського технікуму механізації.
З 1980 р. — директор Національного дендрологічного парку «Софіївка» НАН України. У 1986 році захистив дисертацію на тему: «Біологічні основи введення в культуру Лісостепу УРСР ліщини звичайної», здобувши науковий ступінь кандидата біологічних наук, а в 1994 році отримав вчене звання старшого наукового співробітника з спеціальності ботаніка.
У 2002 році захистив дисертацію на тему: «Рід Corylus L . в Україні. Біологія, інтродукція, поширення та господарське використання» здобувши вчений ступінь доктора біологічних наук з спеціальності ботаніка.
У 2006 році обраний членом-кореспондентом НАН України.
Пішов з життя 10 квітня 2022 року.

## Наукова робота
І. С. Косенко є автором 27 монографічних праць, а також, понад 270 наукових та науково-популярних праць, присвячених історії «Софіївки», вивченню рослинних багатств України, теорії інтродукції і акліматизації рослин, збереженню і збагаченню біологічного різноманіття та екології рослин, паркобудівництву та інше. Він є автором нових способів посіву насіння деревних культур, на які має два авторських свідоцтва.

### Нагороди
За особистий внесок з реконструкції та збереження дендрологічного парку «Софіївка» Косенку І. С., указом Президента України від 7 грудня 2000 року, присуджено звання «Заслуженого працівника культури України» та нагороджено орденом «За заслуги» III ступеня (2000), а пізніше він був нагороджений орденами «За заслуги» ІІ ступеня (2006), «За заслуги» І ступеня (2014), орденом князя Ярослава Мудрого V ступеня (2021), обраний Акредитованим членом академії архітектури України і членом Міжнародного комітету історичних парків та місць ICOMOS-IFLA. В 1999 році за активну роботу зі збереження і відновлення старовинних парків нагороджений дипломом та пам'ятним знаком Центру захисту історичних ландшафтів Польщі. За внесок в економічний і соціальний розвиток провінції Ляонін в Китаї, нагороджений почесною грамотою цієї провінції.
Неодноразово нагороджувався грамотами: Облдержадміністрації, Обласної ради, Міської ради та Президії НАН України.

### Премії
- За цикл робіт по культурі ліщини в Україні І. С. Косенко став лауреатом премії імені академіка В. Я. Юр'єва.
- лауреат Міжнародної премії польського комітету ICOMOS-IFLA ім. проф. Яна Захватовича.
- лауреат державної премії в галузі архітектури.